# Adonisea carminatra
Adonisea carminatra là một loài bướm đêm trong họ Noctuidae.